# Chiador
Chiador là một đô thị thuộc bang Minas Gerais, Brasil. Đô thị này có diện tích 252,346 km², dân số năm 2007 là 2893 người, mật độ 11,9 người/km².